# Окремий центр спеціальних операцій «Схід»
3-й Окремий полк Сил Спеціальних Операцій імені князя Святослава Хороброго Збройних Сил України (3-й Оп ССО) — формування військ спеціального призначення у складі Сил спеціальних операцій ЗС України. Дислокується у Кропивницькому. Входить до складу Об'єднаних сил швидкого реагування.
Полк був сформований на базі 10-ї окремої бригади спеціального призначення. Брав участь у боях війни на сході України.
Частина носить ім'я князя Святослава Хороброго — правителя Київської Русі X століття.

## Історія
З набуттям Україною незалежності, 11 жовтня 1991 року, 10-та окрема бригада спеціального призначення СРСР була перепідпорядкована Міністру оборони України, а особовий склад військової частини склав присягу на вірність Українському народові.
До осені 1997 року бригада перебувала в оперативному підпорядкуванні 32-го армійського корпусу.
Директивою Міністра оборони України від 3 червня 1998 року 10 ОБр СпП була переформована у 1-й окремий полк спеціального призначення (1 ОП СпП 32 АК). За підсумками 1999—2000 років 1 ОП СпП відзначався командувачем військ Південного ОК Сухопутних військ ЗС України як одна із найкращих частин Південного оперативного командування.
7 вересня 2000 року 1-й окремий полк спеціального призначення був перейменований на 3-й окремий полк спеціального призначення і в липні 2003 року був передислокований з м. Старий Крим до м. Кропивницький (тоді — Кіровоград).
Представники полку два роки поспіль[коли?] представляли Збройні Сили України на міжнародних змаганнях розвідувальних груп, які проводилися у Словаччині, де здобули призові місця серед команд з понад десяти країн-учасниць.

### Російсько-українська війна
В червні 2014 року бійці полку захищали бази зберігання бронетанкового озброєння в Бахмуті.
У липні 2014 року загін полку виконував операцію з евакуації пілота під Сніжним. Група була оточена, 10 осіб загинуло разом із командиром групи підполковником Сергієм Лисенком.
Спецпризначенці полку брали участь в боях на українсько-російському кордоні у 2014 році. Група під командуванням Юрія Коваленка на двох БТР забезпечувала розвідку українським військовим після наведення переправи через річку Міус поблизу Кожевні. Неподалік Дібровки група виявила засідку супротивника, зав'язався бій. Загинув один спецпризначенець, восьмеро отримали поранення, довелось викликати на допомогу два Мі-24, які завдали нищівного удару по бойовиках.
2018 року полку присвоєне почесне найменування «імені князя Святослава Хороброго».
У 2019 році АрміяФМ написала, що полк невдовзі має перейти на структуру окремого центру ССО «СХІД».
6 грудня 2021 року, до 30-ї річниці створення Збройних сил України, 3-му окремому полку спеціального призначення було передано 13 легкоброньованих автомобілів HMMWV, наданих США в межах матеріально-технічної допомоги.

### Російське вторгнення 2022 року
Указом Президента України від 29 липня 2022 року центр був відзначений почесною відзнакою «За мужність та відвагу».
3-й окремий полк спеціального призначення брав участь в Авдіївській битві від початку до кінця оборонної операції. На них було покладено низку завдань: розвідка та спостереження, вогнева підтримка піхоти, управління FPV-дронами, коригування артилерії та авіації, штурмові дії, снайперська робота та мінування.
У лютому 2025 року оператори центру «Схід» в районі с. Котлине під Покровськом зачистили лісосмугу, знищили бетонний бліндаж та прорвалися до шахтоуправління. У ході бою було ліквідовано 6 російських окупантів.

## Структура

### 1997
- 2 розвідувальних батальйони
- 2 навчальні роти (розвідка і зв'язок)
- рота матеріального забезпечення
- рота спеціального озброєння
- автомобільна рота
- загін спеціального радіозв'язку
- кінологічне відділення

### 2017
- управління, штаб
- 1-й загін спеціального призначення
- 2-й загін спеціального призначення
- 3-й загін спеціального призначення
- загін забезпечення
- загін зв'язку

## Оснащення
- HMMWV[8]

## Командування
- 1992—1996: полковник Якубець Іван Миколайович[9]
- 1996—1997: полковник Докучаєв Сергій Петрович[10]
- до 2016: полковник Пікулін Віталій Володимирович
- 23.03.2016—03.11.2020: полковник Трепак Олександр Сергійович[11]
- з 03.11.2020: полковник Красотін Михайло Леонідович[11]

## Втрати
Станом на літо 2018 року, полк втратив загиблими 44 військовослужбовці.

## Традиції
Указом Президента України від 22 серпня 2018 року № 232/2018 полку присвоєне почесне найменування «імені князя Святослава Хороброго».
6 грудня 2019 року під час урочистостей з нагоди Дня Збройних сил України, на плацу полку воїнам та гостям презентовано полкову бойову пісню: «Пісня Хоробрих». Її автор — лідер гурту «Широкий лан» Святослав Бойко. Текст твору він створив спільно з військовослужбовцями полку. «Пісня хоробрих» прозвучала під супровід полкового оркестру.
29 липня 2022 року Окремий центр спеціальних операцій «Схід» імені князя Святослава Хороброго був відзначений почесною відзнакою «За мужність та відвагу».

### Ритуали
У серпні 2020 року на території полку відбулися символічні жнива. Висаджену навесні на символічному полі пам'яті пшеницю зібрали за допомогою серпів, частину обмолотили, а частину зв'язали в дідухи. Учасниками події були волонтери, військовослужбовці та рідні загиблих. Така ж акція відбулася у 2021 році.

## Вшанування

### Нагороджені
Найвищими державними нагородами відзначені:
- Коваленко Юрій Вікторович — підполковник, Герой України (посмертно).
- Трепак Олександр Сергійович «Редут» — полковник, Герой України.

## Матеріали
- Виктор Северский, Кировоградский счёт: 3-й отдельный полк спецназа ГУР ГШ Украины [Архівовано 27 серпня 2018 у Wayback Machine.](рос.) // Петро і Мазепа, 9 грудня 2015